# 祭基洞駅
祭基洞駅（チェギドンえき）は大韓民国ソウル特別市東大門区祭基洞にある、ソウル交通公社1号線の駅。駅番号は125。

## 駅構造
ホーム階は地下2階であり、相対式ホーム2面2線を有する地下駅である。改札階は地下1階であり、改札口は東側と西側の2ヶ所ある。
化粧室は東側の改札外に1ヶ所ある。出口は1番から6番まである。

### のりば
- のりばの番号は存在しない。

| ホーム | 路線  | 行先                                         |
| ------ | ----- | -------------------------------------------- |
| 上り   | 1号線 | 清凉里・光云大・議政府・東豆川・逍遥山方面   |
| 下り   | 1号線 | ソウル駅・九老・仁川・西東灘・天安・新昌方面 |

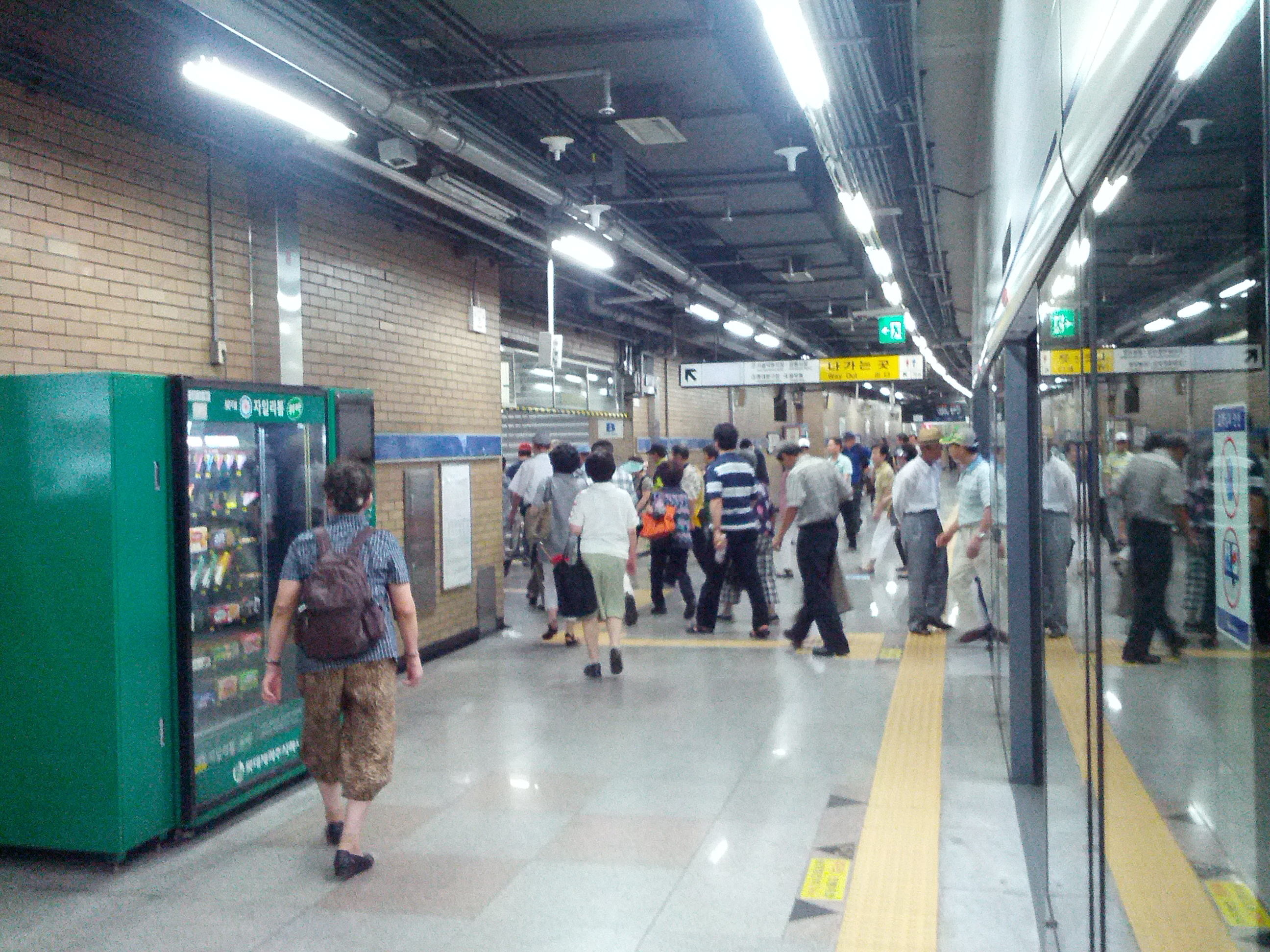
ホーム（2013年）
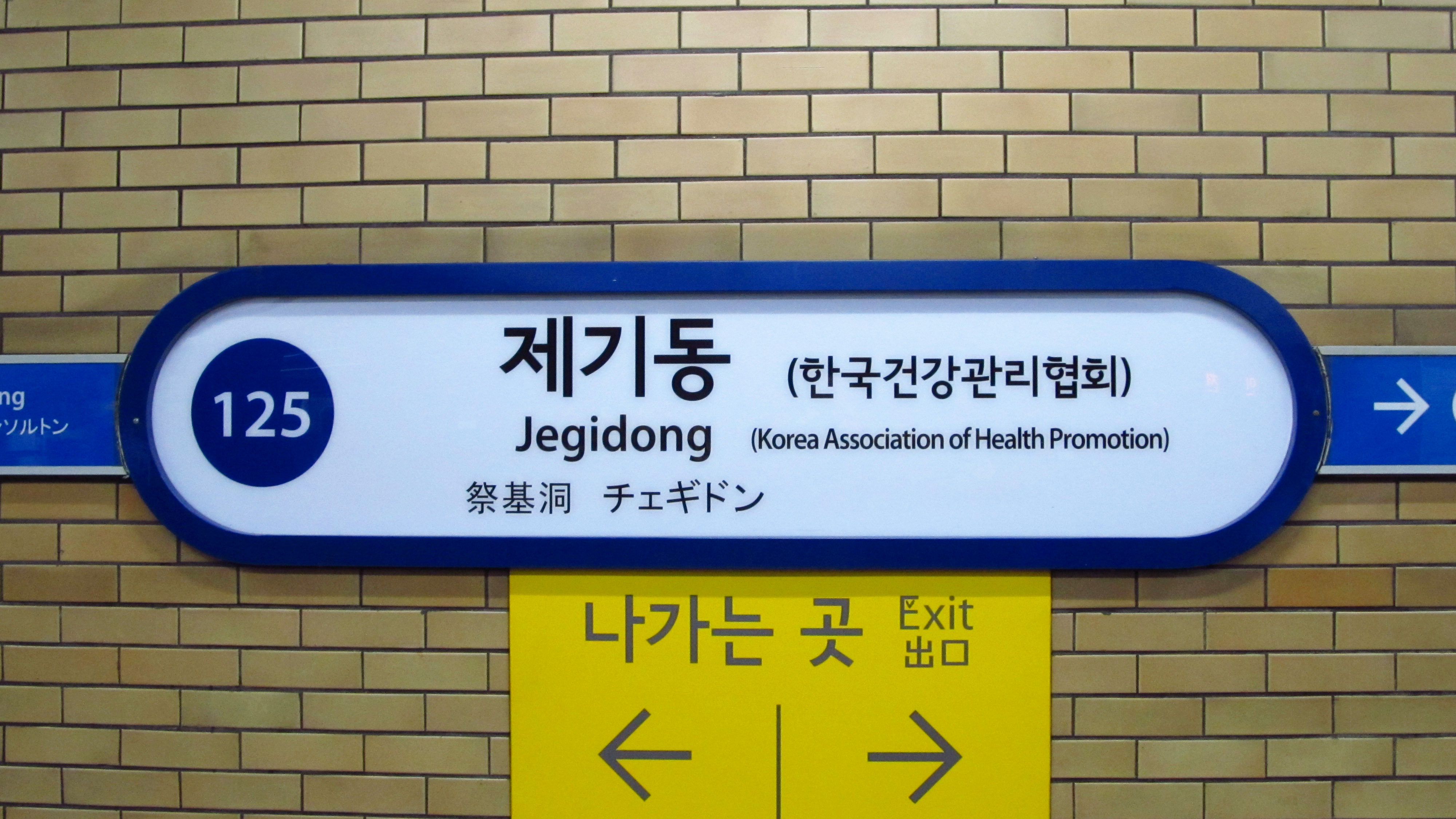
駅名標

## 駅周辺
- 京東市場
- 高麗大学校
- 国民健康保険公団
- 東大門区庁
- 東大門総合社会福祉館
- ソウル薬令市場
- 先農壇
- 旧城東駅跡
- 城一中学校
- 龍頭市場
- 龍頭初等学校
- 龍新洞住民センター
- 貞陵川
- 祭基洞住民センター
- 鐘岩初等学校
- 韓国糸織物試験研究院

## 歴史
- 1974年8月15日 - 地下鉄1号線の開通と同時に開業[1][2]。

## 利用状況
近年の一日平均利用人員推移は下記のとおり。なお、2000年は開業日の8月7日から12月31日までの147日間の平均である。
| 路線  | 路線     | 2000年 | 2001年 | 2002年 | 2003年 | 2004年 | 2005年 | 2006年 | 2007年 | 2008年 | 2009年 | 出典  |
| ----- | -------- | ------ | ------ | ------ | ------ | ------ | ------ | ------ | ------ | ------ | ------ | ----- |
| 1号線 | 乗車人員 | 19,932 | 19,807 | 19,902 | 20,005 | 21,569 | 21,532 | 20,269 | 19,845 | 19,894 | 18,699 | [ 3 ] |
| 1号線 | 降車人員 | 20,000 | 20,305 | 20,417 | 20,290 | 21,425 | 21,517 | 20,834 | 20,481 | 20,725 | 19,759 | [ 3 ] |
| 1号線 | 乗降人員 | 39,932 | 40,112 | 40,319 | 40,295 | 42,994 | 43,049 | 41,103 | 40,326 | 40,618 | 38,458 | [ 3 ] |
| 路線  | 路線     | 2010年 | 2011年 | 2012年 | 2013年 | 2014年 | 2015年 |        |        |        |        | [ 3 ] |
| 1号線 | 乗車人員 | 19,378 | 19,977 | 19,310 | 19,818 | 20,083 | 19,775 |        |        |        |        | [ 3 ] |
| 1号線 | 降車人員 | 20,197 | 20,666 | 19,821 | 20,408 | 20,689 | 20,237 |        |        |        |        | [ 3 ] |
| 1号線 | 乗降人員 | 39,575 | 40,643 | 39,131 | 40,225 | 40,772 | 40,012 |        |        |        |        | [ 3 ] |

## 隣の駅
ソウル交通公社　
 1号線　
清凉里(ソウル市立大入口)駅 (124) - 祭基洞駅 (125) - 新設洞駅 (126)　